# スティエパン・トマシェヴィチ (ボスニア王)
スティエパン・トマシェヴィチまたはスティエパン2世 (ボスニア語: Stjepan Tomašević; 1463年5月25日没) は、ボスニアの王家コトロマニッチ朝の最後の当主。最後のセルビア専制公 (在位: 1459年)、最後のボスニア王 (在位: 1461年 - 1463年)。

## 略歴
父のスティエパン・トマシュは、息子の婚姻を通じてボスニアの勢力を最大限拡大しようという野望を抱いていた。まず裕福な貴族女性と結婚させクロアチアへ領土を拡大しようとしたが失敗、次いでミラノ公国のスフォルツァ家と同盟を結ぶべく結婚交渉を進めていたが、結局セルビア専制公女イェレナ・ブランコヴィチに嫁がせることに決めた。1459年4月にスティエパン・トマシェヴィチはイェレナ（この際マリアと改名）と結婚し、セルビア専制公の座を得た。父スティエパン・トマシュはボスニア王国とセルビア専制公国を息子のもとで統合し、オスマン帝国の侵略に対抗しようとしたのである。しかしカトリック教徒であったスティエパン・トマシェヴィチは、セルビア正教会を主とするセルビア人には不人気であった。わずか2か月のセルビア統治の末、スティエパン・トマシェヴィチはオスマン帝国に首都スメデレヴォを包囲され降伏、ボスニアの父王のもとへ亡命し、セルビア専制公国は滅亡した。このことで彼はハンガリー王マーチャーシュ1世らヨーロッパの君主たちの軽蔑を受けることになった。
1461年7月、父の死に伴いボスニア王位を継承した。彼は初めて聖座から王冠を戴いたボスニア王であった。しかしボスニア王国に対するオスマン帝国の圧力は限界を超えつつあった。スティエパン・トマシェヴィチは、ボスニア貴族たちからは一致して対オスマン戦争への支持を受けていたが、庶民はそうとは限らなかった。スティエパン・トマシェヴィチは積極的にローマ教皇との関係を維持しようと努め、教皇ピウス2世も彼のセルビア喪失という失態を許し、ボスニアをキリスト教圏にとどめるべく動いた。ハンガリー王は教皇に説得され従ったものの、スティエパン・トマシェヴィチが働きかけた西欧の君主たちはすべて彼の支援要請を拒絶した。それでもハンガリーのマーチャーシュ1世が助けてくれると信じ自信を得たスティエパン・トマシェヴィチは、オスマン帝国のメフメト2世に定期的に納めていた貢納を停止した。1463年5月、メフメト2世はボスニアに侵攻した。オスマン軍はほとんど抵抗を受けることなく進軍を続け、スティエパン・トマシェヴィチは捕らえられ斬首された。彼の死をもって、ボスニア王国は滅亡し、ボスニアはオスマン帝国の支配下にはいった（オスマン帝国のボスニア・ヘルツェゴビナ征服）。

## 家族と幼少期
スティエパン・トマシェヴィチは、コトロマニッチ家のボスニア王子トマシュと庶民の娘ヴォヤチャの間に生まれた。少なくとも一人兄弟がいたが、夭折した。父トマシュはスティエパン・オストヤ王の庶子であった。またトマシュの弟ラディヴォイ・オストイッチは従兄のボスニア王スティエパン・トヴルトコ2世と王位を争っていた。一方トマシュは政治的な行動を避け、従兄と弟の争いにも介入しなかった。そのため、オスマン帝国がボスニア王国の分裂を煽り王国の弱体化を図る間にも、トマシュの家族は比較的平穏な生活を送ることができた。ところが、子のいなかったスティエパン・トヴルトコ2世がトマシュを後継者に指名したことで、状況は一変した。まもなく1443年11月にトヴルトコ2世は死去し、トマシュはスティエパン・トマシュと名乗り王位を継ぐことになった。
スティエパン・トマシュはボスニア教会に属していたが、1445年にカトリックに改宗した。息子にあたるスティエパン・トマシェヴィチは、自身は幼児期にカトリックとして洗礼を受け、ラテン文字を習ったと後に主張している。この頃、スティエパン・トマシュは大貴族スティエパン・ヴクチッチ・コサチャとの長引く戦争を穏便に解決するため、教皇エウゲニウス4世に妻ヴォヤチャ（スティエパン・トマシェヴィチの母）との婚姻の無効を認めるよう申し立てた。そしてコサチャの娘カタリナと再婚した。2人の間に生まれたシギスムンドとカタリナは、スティエパンの異母弟妹ということになる。

## 結婚
1450年代、国王スティエパン・トマシュは、子どもたちの結婚相手および同盟勢力の家にふさわしい者を精力的に探していた。2人の娘は1451年に嫁いでいき、1453年にはスティエパン・トマシェヴィチの結婚相手探しも始まった。まずトマシュ王は、ハンガリー王の代理のバンとして中央クロアチアを治めていたペタル・タロヴァツの自由所有地を狙い、その未亡人ヘドウィグ・ガライをスティエパン・トマシェヴィチと結婚させようとした。コサチャもこの裕福な未亡人との再婚を目論見、トマシュ王とコサチャは軍事衝突するに至ったが、結局タロヴァツの後継者たちの代理としてヴェネツィア共和国が介入し、両者とも利を得ることはできなかった。
スティエパン・トマシェヴィチが初めて名指しで文献に現れるのは1455年4月30日、教皇カリストゥス3世がボスニア王とその息子を自らの保護下に置くという布告を出した時である。トマシュ王の野望は膨らみ、スティエパン・トマシェヴィチを西欧諸国と密接な関係を築くために利用しようとした。1456年、彼は教皇に、スティエパン・トマシェヴィチの結婚相手となる王家の娘を紹介してくれるよう求めた。まもなくミラノ公フランチェスコ・スフォルツァの庶出の娘とスティエパン・トマシェヴィチの結婚交渉が始まったが、トマシュ王はより高い望みを息子にかけていた。
1458年1月、セルビア専制公国で専制公ラザル・ブランコヴィチが死去し、空位時代に入った。ルメリアのベイレルベイの兄弟でもあった大貴族ミハイロ・アンジェロヴィチがオスマン帝国の支援を受けてセルビア専制公を名乗ったが、このクーデターはスメデレヴォの住民に阻まれた。ラザル・ブランコヴィチには3人の娘がいたが息子はいなかったため、かつて盲目にされた弟のステファン・ブランコヴィチと未亡人エレニ・パレオロギナが共同で統治を引き継ぐことになった。ボスニアのトマシュは、この弱みに付け込み、かつて1445年にセルビアに奪われていた東ボスニアの諸都市を取り返そうとした。間もなく彼は、エレニ・パレオロギナとの間で和平交渉を始めた。そして彼は息子とミラノ公の娘の結婚工作を放棄し、代わりに息子をラザルとエレニの11歳の長女イェレナと結婚させる、ということでエレニと合意した。スティエパン・トマシェヴィチにとっては、この結婚はビザンツ皇族の末裔と血縁関係を築けるばかりでなく、セルビア専制公国が彼自身のもとに転がり込んでくるという点で非常に名誉あることであった。
ハンガリー王マーチャーシュ1世も、1459年1月にスティエパン・トマシェヴィチとイェレナの婚約に同意し、スメデレヴォへの入城を承認した。ここに、史上初のボスニア=セルビア国家連合が成立した。ハンガリー王にとって、オスマン帝国との間にあるボスニアとセルビアが、自身に従属する立場にあるスティエパン・トマシェヴィチのもとで統一され強力な緩衝地帯が形成されることは非常な利益をもたらすことであった。1459年1月、ハンガリー議会はスティエパン・トマシェヴィチのセルビアに対する権利を認めた。

## セルビア専制公として

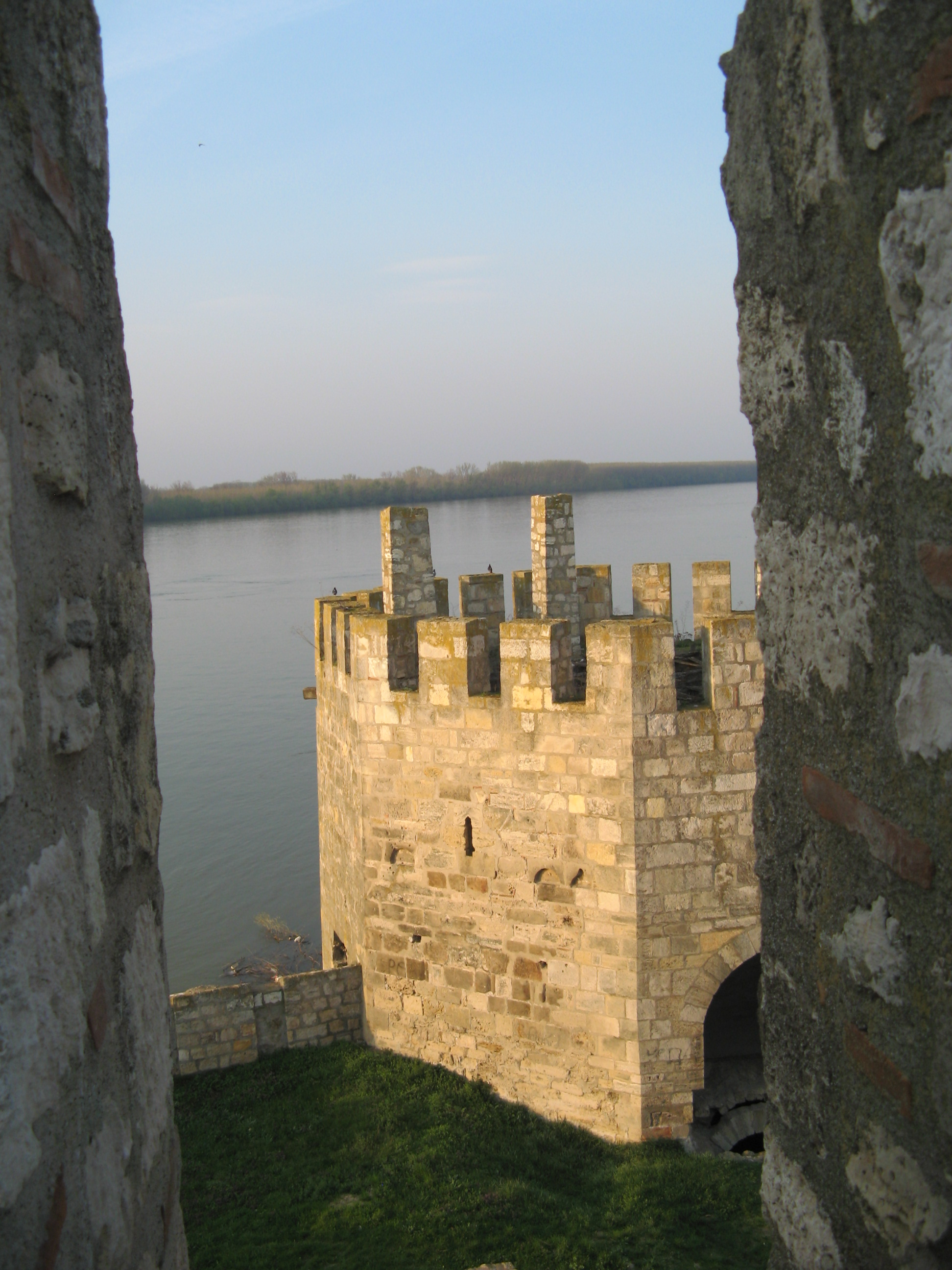
1459年にスメデレヴォ要塞を獲得したことは重大な成果だったが、長くは続かなかった。

スティエパン・トマシェヴィチは叔父ラディヴォイと共に遅滞なくセルビアへ向かった。途中でボスニア王族の住むボボヴァチをオスマン帝国軍に襲撃され捕虜になりかけたが、辛くも逃げおおせた。1459年の受難週、スティエパン・トマシェヴィチは正教のセルビア専制公国の首都スメデレヴォに到着し、3月21日にセルビア専制公として戴冠した。ハンガリーからは、スティエパン・トマシェヴィチが問題なくスメデレヴォ要塞を手中に収められるよう取り計らうため、摂政スィラージ・ミハーイ率いる軍勢が到着した。
スティエパン・トマシェヴィチとイェレナ・ブランコヴィチの結婚式は4月1日、イースター後最初の日曜日に執り行われた。おそらくカトリックの儀式が行われたのち、イェレナはマリアと改名した。本来セルビア専制公の位はビザンツ皇帝が与えるものであり世襲称号ではなかったが、マリア・ブランコヴィチの母エレニ・パレオロギナはすでに滅亡したビザンツ帝国の皇帝家の末裔であり、彼女が空位の皇帝に代わり専制公位を授ける権利があると信じていた可能性もある。婚礼から1週間足らずのうちに、スティエパン・トマシェヴィチは妻の叔父ステファン・ブランコヴィチをセルビアから追い出した。父トマシュ王はミラノ公に対し、息子が「協定と全ラシュカ（セルビア）人の意思によって」専制公の位を得たといって自慢した。しかしセルビア国内では、スティエパン・トマシェヴィチ体制はあまり人気がなかった。年代記者たちは、スティエパン・トマシェヴィチが妻の叔父に対してしたことが、教会分裂という難儀を引き起こしたのだと罵っている。
スティエパン・トマシェヴィチのセルビア支配は極めて短期間に終わった。ハンガリーと同様セルビアを従属国とみなしていたオスマン帝国のメフメト2世が、スティエパン・トマシェヴィチの即位をオスマン帝国に対する不当な権利侵害とみなしたのである。メフメト2世は6月にスメデレヴォ攻略を目指しセルビア遠征を実施した。オスマン軍はまともな抵抗を受けることなく進軍を続けた。ボスニアではトマシュ王がボスニア中部にあるオスマン支配下のホディディエド要塞を攻撃してオスマン帝国の注意を引き付け、息子を救おうとした。しかしスティエパン・トマシェヴィチはスメデレヴォ要塞でオスマン軍の攻撃を耐えきることはできないと判断し、6月20日に降伏した。その条件として、スティエパン・トマシェヴィチは供とともにスメデレヴォを出ることを許された。この後一年間のうちに、セルビアの全旧領がオスマン帝国に併合された。
スメデレヴォ陥落を聞いた教皇ピウス2世は、「ラシュカへの入り口」である当地がオスマン帝国の手に落ちたことを嘆いた。スティエパン・トマシェヴィチは自身や妻マリアの家族をつれてボスニアへ亡命し、父の宮廷に庇護を求めた。ハンガリー王マーチャーシュ1世は、スティエパン・トマシェヴィチ一家が「莫大な金」とひきかえにスメデレヴォ要塞をオスマン帝国に引き渡したといって非難し、ピウス2世も当初はこの言説を信用していた。しかしピウス2世自身が独自に調査した結果、スティエパン・トマシェヴィチが要塞を売り渡した事実はないという結論に至り、教皇はこの主張を取り下げた。オスマン帝国、ボスニア、セルビアいずれの史料にもスティエパン・トマシェヴィチが国を売ったと裏付ける史料は見つかっていないため、ハンガリー王の主張は無根拠な中傷だったとみられる。セルビア出身のイェニチェリであったコンスタンティン・ミハイロヴィチやビザンツ・ギリシアの学者ラオニコス・ハルココンディリスらもスティエパン・トマシェヴィチの潔白を主張し、彼の決断は純粋にオスマン軍の圧倒的な規模によるものであると考えている。また両者とも、スメデレヴォ内のセルビア人が街を出てメフメト2世のもとに赴き、街に入る鍵を手渡したと記録している。彼らはボスニア人による支配を嫌い、またオスマン帝国ならハンガリーよりも宗教的に寛容であろうと考えていたためであった。

## ボスニア国王として

### 王位継承と戴冠

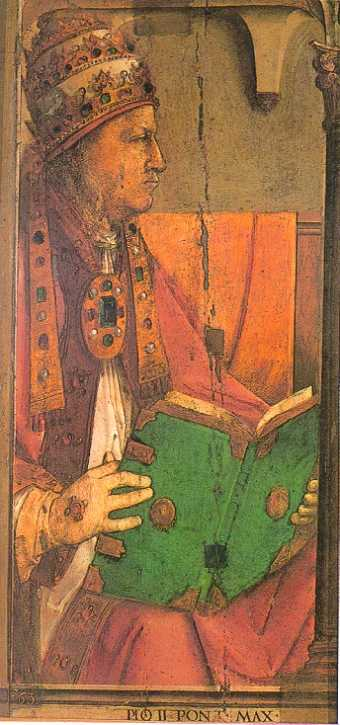
ローマ教皇ピウス2世。スティエパン・トマシェヴィチの治世については、ピウス2世の回顧録からうかがい知れる部分が多い。

1461年7月、ボスニア王スティエパン・トマシュが死去した。後の文献によれば、彼の死は息子であるスティエパン・トマシェヴィチや弟ラディヴォイの陰謀によるもので、マーチャーシュ1世やメフメト2世まで関与していたという。しかし歴史家たちは、トマシュ王が6月の時点で病に臥せっていたことから、この陰謀説を否定している。スティエパン・トマシェヴィチは長きにわたり王位を狙ってきた叔父ラディヴォイに気前よく領地を与えたことで、自身はスムーズにボスニア王位を継承することができた。1461年11月17日、スティエパン・トマシェヴィチはヤイツェで戴冠集会を開き、ピウス2世の特使2人が持ってきた王冠を使って戴冠した。この時期のボスニアの大貴族はコサチャ家の内紛などで分裂・混乱状態にあったが、この戴冠集会には皆が参じて、王国の一体性を再確認した。「ボスニア王」という称号はスティエパン・トヴルトコ1世に始まるもので、正式には「神の恩寵による、セルビア、ボスニア、ポモリェ、ザフムリェ、ダルマチア、クロアチア、西方領の王」と称していた。しかし実際には、セルビアはすでにオスマン帝国領（スメデレヴォ・サンジャク）となり、クロアチアは1390年代にハンガリーに奪われていた。またスティエパン・トマシェヴィチは、オスマン帝国が攻めてきたときに備えてダルマチアへの亡命を考えていたが、それすらもヴェネツィア共和国に許可を請わねばならなかった。
ボスニア王に即位したスティエパン・トマシェヴィチは、自らの地位を固めるため、直ちに王家内の不和の一掃にとりかかった。37歳の継母カタリナ・コサチャ＝コトロマニッッチとの関係はトマシュ王の治世のころはあまり良好でなかったが、スティエパン・トマシェヴィチは彼女に王妃の称号と特権を維持することを認めることで関係を改善した。カタリナの父スティエパン・ヴクチッチ・コサチャは、王がカタリナを「自分の母として扱っている」とヴェネツィア当局に書き送っている。なお実母ヴォヤチャは、スティエパン・トマシェヴィチの即位したころにはすでに世を去っていた。コサチャはボスニア王国内で最強の大貴族で、トマシュ王とは延々と抗争を続けてきた人物だった。しかしスティエパン・トマシェヴィチが即位してからは、自分の実孫（スティエパン・トマシェヴィチの異母弟）シギスムンドを王位につかせようという動きを控えるようになった。おそらくこれは、コサチャ自身が、ボスニア王国が差し迫った危機を乗り越えるためには強く成人した王のもとで団結せねばならないと理解したためであった。スティエパン・トマシェヴィチはヴェネツィアの助言に従ってことを進め、王国内の全貴族の支持を得ることに成功した。続いて彼はボスニア経済の振興に取り組んだ。彼の治世の間に、ボスニアは金細工の輸出で大きな利益を上げ、経済的な繁栄を見せた。
しかし1461年夏、北方のクロアチアのバンであるパヴァオ・シュピランチッチが国境沿いのボスニア領の街を占領する事件が起きた。パヴァオはハンガリー王の名代としてクロアチアを統治しており、トマシュ王とは度々衝突を繰り返していた。夏の終わりまでに、スティエパン・トマシェヴィチとコサチャは協力してパヴァオを攻め、その領土を2人で分割する計画を立てていた。しかしヴェネツィアがこれを止めに入った。もしダルマチア防衛の要であるクリス要塞とオストロヴィツァ要塞をボスニアが攻め落としたら、その防衛体制が脆弱になっている隙を狙ってオスマン帝国に横取りされるという事態を恐れたためであった。
スティエパン・トマシェヴィチは教皇庁との関係を固めるためにも奔走した。彼はピウス2世に対し、司教、十字軍のための兵器、戴冠式用の冠、ハンガリー王マーチャーシュ1世へのとりなしを求める自暴自棄のような嘆願を送った。教皇の催促があれば、ハンガリー王は早急にボスニアへ援軍を送ってくるだろうという期待があった。11月17日、聖グレゴリオス・タウマトゥルゴス（ボスニアの守護聖人）の祝祭日に、かねてよりスティエパン・トマシェヴィチが招いていた教皇特使と新たに任命されたニコラ・モドルシュキ司教が到着し、ヤイツェの聖マリア教会でスティエパン・トマシェヴィチの戴冠式が行われた。これはボスニア史上最後の戴冠式であり、また唯一ローマから送られた冠を使って挙行された戴冠式でもあった。これは、父トマシュによるボスニア教会迫害とスティエパン・トマシェヴィチの精力的な対教皇政策の結果、王国がその歴史の最後の際にようやく真のカトリック国家と認められたことを示している。
遅ればせながらボスニア王家を聖別しようという動きもあったが、これはハンガリー王マーチャーシュ1世の厳重な反対にあった。彼は教皇がボスニア王の戴冠に関与したこと自体が、ハンガリー王の権利の侵害に当たるとみなしており、教皇にスティエパン・トマシェヴィチへの肩入れを止めるよう申し入れることまでした。ピウス2世とヴィテーズ・ヤーノシュ司教がハンガリーとボスニアの間を仲裁しようとした。交渉は困難なものだったが、1462年春にようやく両者を和解させることに成功した。マーチャーシュ1世は神聖ローマ皇帝フリードリヒ3世に聖イシュトヴァーンの王冠を奪われているという弱みを持っていたため、スティエパン・トマシェヴィチがその買戻しを援助することになった。またハンガリー王の支持を得るために、スティエパン・トマシェヴィチは数都市をハンガリーに割譲してマーチャーシュ1世に忠誠を誓い、さらにオスマン帝国への貢納を停止しなければならなくなった。

### オスマン帝国の侵攻

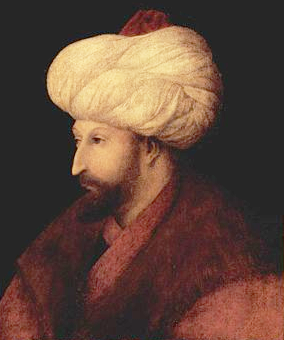
メフメト2世（ジェンティーレ・ベッリーニ画）

1462年春までに、メフメト2世はボスニア征服を決断した。対するスティエパン・トマシェヴィチとコサチャはキリスト教国の君主たちに援軍を求めたが、状況は絶望的だった。スティエパン・トマシェヴィチは教皇特使を常に宮廷内に留めて教皇との連絡を取り続け、できる限り多くの兵を脅かされたボスニア王国に集めようとした。また隣のラグサ共和国を通してアルバニアの支配者スカンデルベグに助けを求めた。スカンデルベグはボスニアへ援軍を派遣するため、ヴェネツィア共和国にその領土（アルバニア・ヴェネタ）内での軍勢通行を認めさせた。ヴェネツィアはボスニアを直接支援せず、スティエパン・トマシェヴィチとコサチャに自らの軍を信じるよう伝えるばかりだった。アドリア海の対岸のナポリ王フェルディナンド1世なども国内問題に集中しており、精神援助以上のことをボスニアにすることはなかった。
国外でできうる限りの手を打とうとするスティエパン・トマシェヴィチだったが、一方でボスニア人内でもにオスマン帝国へ反抗しようという意思が弱いことにも気づいた。彼は教皇に対し、おそらく（オスマン帝国の安定した統治と対照的に）増大する搾取と終わりの見えない戦争のせいで、在地の人々がオスマン帝国に頼ろうとしている、と訴えている。以前からボスニア教会の長老たちがカトリックに強制改宗させられていたことも、水面下で民衆が不満を募らせる重大な原因になっていた。同時代人の記録によれば、スティエパン・トマシェヴィチは王家への忠誠心を喚起するために惜しみなく贈り物や名誉称号をばらまき、かつての「異端」も含む信用ならない人々に対してすらも城壁都市内に暮らす権利を与えたという。しかしボスニアの防衛体制を最も揺るがしたのは、1462年春に再発したコサチャとその息子ヴラディスラヴ・ヘルツェゴヴィチの間の抗争であった。ヴラディスラヴはその年の後半にメフメト2世に助けを求め、受け入れられた。
マーチャーシュ1世の援軍約束や、おそらくニコラ・モドルシュキ司教の励ましもあり、気を大きくしたスティエパン・トマシェヴィチは1462年6月に軽率で致命的な過ちを犯した。ピウス2世の日記によれば、スティエパン・トマシェヴィチは「望みを見せてくれた者をあてにして」、「彼の先祖たちが長きにわたり収めてきたオスマン帝国への貢納を停止し、オスマン帝国がハンガリー人やスラヴ人を恐怖に陥れるためサヴァ川とボスナ川の合流点に建設していた都市を襲撃した」。ラオニコス・ハルココンディリスによれば、スティエパン・トマシェヴィチはオスマン帝国の使節を自身の宝物庫に招き、もともとオスマン帝国に納めるために取り分けられていた金を見せたうえで、この金はオスマン帝国の侵略と戦うか、亡命の糧にするために使うつもりだ、と使節に語ったという。メフメト2世はスティエパン・トマシェヴィチの大胆不敵な抵抗に激怒した。ピウス2世が詳しく書き記しているところによると、メフメト2世がボスニアを征服しスティエパン・トマシェヴィチを破滅させるという誓いを立てたと聞いたスティエパン・トマシェヴィチは、ニコラ・モドルシュキ司教を呼びつけ、彼がスルターンを怒らせたのだと非難した。また彼はモドルシュキに、直ちにハンガリーへ行き即効性のあるオスマン帝国対策を講じるよう命じた。しかしこの時点で、キリスト教諸国からボスニアへの援軍は一切到着していなかった。マーチャーシュ1世も、スカンデルベグも、ラグサ共和国も、スティエパン・トマシェヴィチとの約束を守ることができなかったのである。
1463年春、メフメト2世はエディルネに15万人の軍勢を集結させ、ボスニアへ侵攻した。極めて望み薄ながら、この時に至ってもスティエパン・トマシェヴィチはメフメト2世に15年の休戦を提案している。コンスタンティノヴィチによれば、オスマン側はボスニアから来た使節を騙して、和平提案が受け入れられるかもしれないという望みを抱かせたという。コンスタンティノヴィチ自身はこの場に居合わせ、なんとか使節にこの策略を伝えようとした、と主張している。この使節のあと間もなく、メフメト2世の軍は侵攻を始めた。ボスニア王国の要塞は瞬く間に陥落していき、スティエパン・トマシェヴィチは家族や財産と共にボボヴァチからヤイツェへ逃れた。5月19日、大宰相マフムド＝パシャ・アンジェロヴィチ率いるオスマン軍がボボヴァチを包囲し、翌日メフメト2世も軍を率いて合流した。アンジェロヴィチはスティエパン・トマシェヴィチの身柄を確保する任務を与えられた。一方スティエパン・トマシェヴィチはボボヴァチが2年は耐えられると踏んで、ヤイツェに軍勢を集結させる計画を練った。この時に至っても、彼の計画は外国からの援軍をあてにしていた。この間にスティエパン・トマシェヴィチは王妃マリアと継母カタリナに財産を託し、前者をダルマチアへ、後者をラグサへ逃した。

### 捕縛と死
スティエパン・トマシェヴィチの予想に反し、ボボヴァチは数日で陥落した。ここに至って、スティエパン・トマシェヴィチはクロアチアかダルマチアに逃げるほかに道はないと気づいた。しかしアンジェロヴィチ勢の執拗な追撃を受け、ついにクリュチで追いつかれた。伝承によれば、オスマン軍は当初この町の城壁の内側にボスニア王が潜んでいることに気づかず、要塞を通り抜けようとした。しかし現地人が金と引き換えにスティエパン・トマシェヴィチの居場所を暴露したのだという。4日間の包囲戦の間、アンジェロヴィチはスティエパン・トマシェヴィチのもとに使者を派遣し、降伏すれば危害を加えないと約束し、自由を保障する証書まで送ってきた。食料も弾薬も尽きかけていたため、スティエパン・トマシェヴィチは街の守備兵と共にアンジェロヴィチに降伏することを決めた。アンジェロヴィチは、スティエパン・トマシェヴィチとその叔父ラディヴォイ、またその子でスティエパン・トマシェヴィチの従弟にあたるトヴルトコの身柄を、ヤイツェにいるメフメト2世のもとに送った。
スティエパン・トマシェヴィチはメフメト2世に取り入るべく、ボスニア各地の将軍や城主に降伏を促した。その結果、一週間の間に70以上の街がオスマン軍の手に落ちた。ところがメフメト2世にはスティエパン・トマシェヴィチを助命する意思はなく、5月25日に彼を召喚した。スティエパン・トマシェヴィチはアンジェロヴィチから受け取った書類を恐る恐る持参したが、メフメト2世につかえるペルシア出身の神学者アリ・アル＝ビスタミが、「スルターンは知らぬうちに家来が結んだ約束には囚われない」というファトワーを出し、アンジェロヴィチの安全保証を無効化した。そしてこの老神学者は、自らのファトワーの正当性を証明するかのように、自ら剣を抜いてメフメト2世の眼前でスティエパン・トマシェヴィチを斬首した。なおメフメト2世の従者であったという年代記者ベネデット・デイは、メフメト2世が自らスティエパン・トマシェヴィチの首をはねたと記録している。後の文献には、メフメト2世がスティエパン・トマシェヴィチを皮剥ぎの刑にしたとか、射撃の的にしたという説も出てくる。スティエパン・トマシェヴィチやその叔父、従弟、2人の貴族の処刑が行われたヤイツェの広場は、これ以降ツァレヴォ・ポルイェ（「皇帝の広場」の意）と呼ばれるようになった。

## 死後と影響

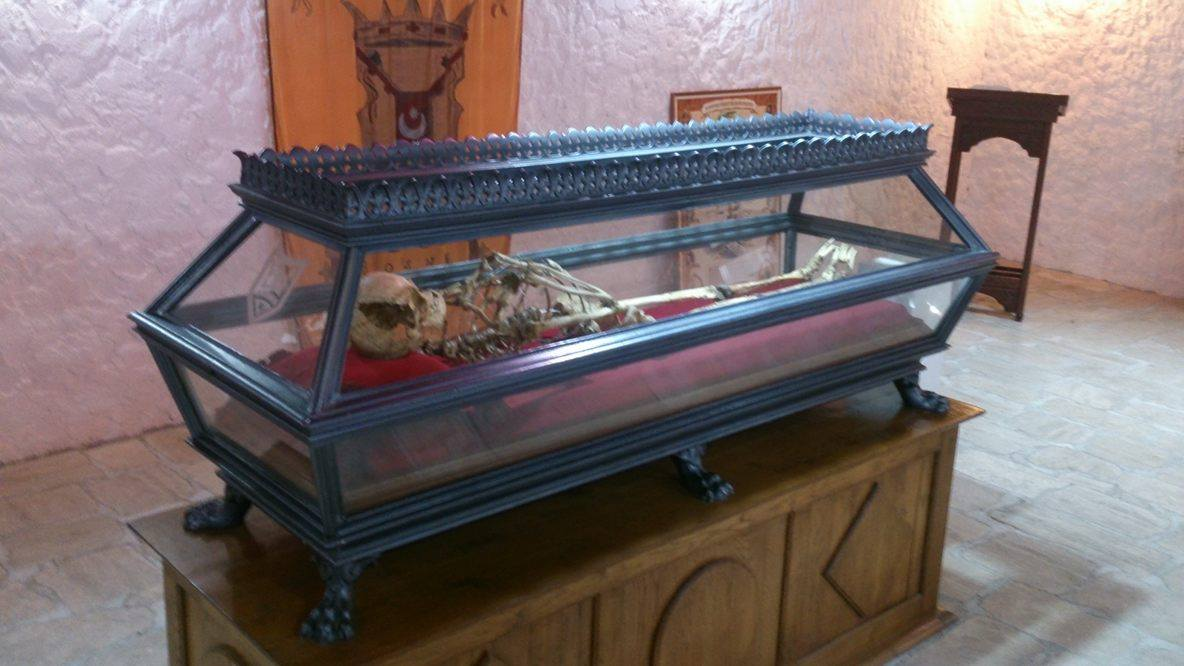
スティエパン・トマシェヴィチのものと推定されている遺体

スティエパン・トマシェヴィチは、ヤイツェ近くの丘に葬られた。彼の死後数週間でボスニアという一つの王国がほぼ完全に消滅してしまったことに、ヨーロッパ諸国は衝撃を受けた。ボスニアがオスマン帝国の支配を速やかに受け入れたのはスティエパン・トマシェヴィチと貴族たちの関係の弱さが原因であるとする説もあるが、より重要なのは、ボスニアの民衆の士気が極めて低く、もとからオスマン帝国による征服は不可避と思われていたことである。さらにセルビアを失った時と同様、ボスニアの複雑な宗教事情も不利に働いた。もしボスニアがハンガリーに支配されれば、オスマン帝国に支配されるよりもはるかに信教の自由が制限され、高い税を搾取されることになると思われた。その結果、ボスニアの本来の抵抗力と比べて、実際のオスマン帝国に対する抵抗は弱いものになった。教皇ピウス2世は、ボスニア教会の信者が王国を裏切ったのだと主張しているが、根拠はない。
スティエパン・トマシェヴィチの異母弟妹はコンスタンティノープルへ連行され、イスラム教に改宗した。彼らの母カタリナは教皇領に赴いて王国再興を志したが、成功しなかった。ボスニアがオスマン帝国の手を離れたのは1908年、スティエパン・トマシェヴィチの死後445年が経ってからのことだった。スティエパン・トマシェヴィチの妃マリアは、オスマン帝国の領内で余生を送った。
1888年、クロアチアの考古学者チロ・トルヘルカがヤイツェ近くのクラルイェヴ・グロブ（「王の墓」の意）と呼ばれる集落で、斬首された成人男性の遺骨を発掘した。頭は胴体の腰の上に置かれ、口に2枚の硬貨が詰め込まれていた。確証はないものの、この骸骨はスティエパン・トマシェヴィチのものであるとされた。修道士アントゥン・クネジェヴィチは、骨を数世紀にわたり眠っていたその場所に戻し、小さな教会を建てるべきだと主張したが、結局この骸骨はヤイツェのフランシスコ会修道院のガラス製の棺に収められることになった。